# Ludmilla (cantante)
Ludmilla, pseudonimo di Ludmila Oliveira da Silva (Duque de Caxias, 24 aprile 1995), è una cantautrice e attrice brasiliana.

## Biografia

### Infanzia e adolescenza
Ludmilla è nata e cresciuta a Duque de Caxias, una città situata nella Baixada Fluminense, nello stato di Rio de Janeiro. Ha vissuto in diversi quartieri della sua città natale. È la figlia maggiore di Silvana Sales Oliveira. Il padre l'ha abbandonata quando era ancora una neonata, essendo stata cresciuta dalla madre con l'aiuto della nonna, del suo ex patrigno e dello zio, e ha detto che fin dall'infanzia non aveva più contatti con il padre. Sua madre ha detto che quando la futura cantante aveva un mese e 13 giorni, suo padre è stato arrestato, facendoli attraversare molte difficoltà, e ha rivelato di aver sofferto la fame per poter dare cibo alla figlia. Fino a quando Ludmilla aveva dodici anni, sua madre ha lavorato come ballerina di samba nelle sale da concerto e come ballerina di samba nelle scuole di samba. L'artista ha due fratellastri, frutto di due matrimoni avuti dalla madre: Luane Oliveira Alves, classe 1998, e Yuri Oliveira dos Santos, classe 2006. Entrambi sono studenti e non intendono intraprendere la carriera artistica. A otto anni, Ludmilla cantava già alle riunioni di famiglia, insieme al gruppo della pagoda del suo ex patrigno, e fu lì che la famiglia si rese conto che il cantante aveva talento. Nel 2012, ha iniziato a postare le sue canzoni sulla piattaforma video di YouTube, essendo conosciuta come MC Beyoncé, un nome ispirato alla cantante americana Beyoncé, di cui la cantante era una grande fan. In questo momento si trasferisce a Rio de Janeiro con sua madre e i fratelli, per facilitare il suo spostamento, a causa del suo programma di spettacoli.

### MC Beyoncé

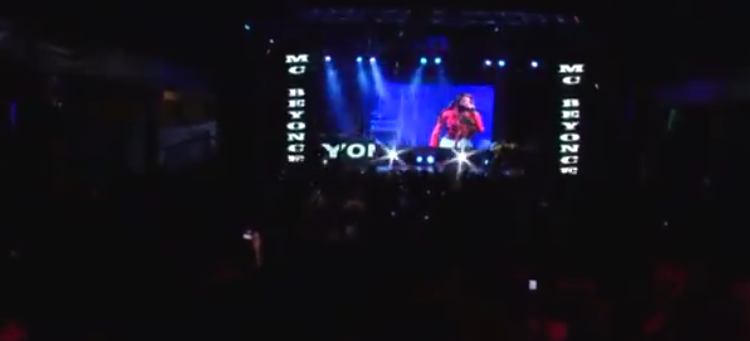
Ludmilla si esibisce ancora come MC Beyoncé nel 2013

Ludmilla ha iniziato a pubblicare video cantando sulla piattaforma video di YouTube, che non ha ottenuto molte visualizzazioni. Fino alla festa, la persona che ha suonato ha detto che aveva bisogno di qualcuno che cantasse. Il cantante era l'unico che cantava e sapeva fare rima in quel momento, ed è stato ben accolto dal pubblico. Gli organizzatori del partito iniziarono a chiamarla per cantare. Lo zio di Ludmilla l'ha presentata a MC e imprenditore Roba Cena, che ha realizzato produzioni con il genere musicale funk carioca, ed è stato allora che ha registrato la canzone "Fala Mal de Mim" nel maggio 2012, ottenendo più di 15 milioni di visualizzazioni su YouTube. Il video ufficiale, pubblicato nell'ottobre dello stesso anno, ha registrato oltre quattro milioni di visualizzazioni nell'anno successive, e fs in tutto il paese e partecipò a diversi programmi televisivi. Tuttavia, il 6 luglio 2013, Ludmilla ha rivelato di essere stata minacciata dal suo manager, spiegando che avrebbe continuato la sua carriera, ma senza usare il nome artistico di MC Beyoncé, che apparteneva all'ex manager, e ha iniziato a scommettere sul proprio nome, Ludmilla.

### 2014-15:Hoje
Ludmilla a Santos nel 2015

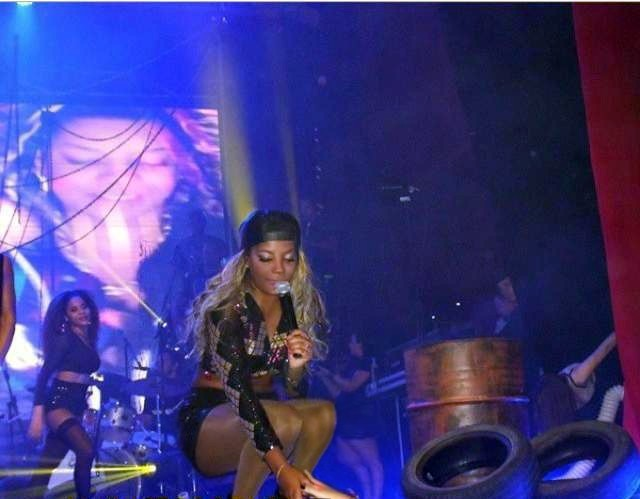
Ludmilla in tour nel 2015

Nel 2014, Ludmilla ha firmato con la Warner Music Brasil. Il 20 giugno 2014, ha pubblicato la canzone "Hoje" sotto il nome di MC Ludmilla, diventando il suo secondo singolo con il nuovo nome d'arte. Poco dopo, il suo nome è stato cambiato in solo Ludmilla, che ha spiegato come una decisione strategica, poiché il mercato musicale era prevenuto contro gli MC e il suo nome da solo avrebbe portato maggiori benefício. La sua nuova fase ha coinvolto un team di sedici professionisti, tra cui una band, ballerini, un dj, un tecnico del suono, oltre a due personal stylist e due advisor, uno della stampa e uno dell'etichetta, oltre ai suoi madre e zio responsabile, uno stipendio tre volte superiore a quello che guadagnava esibendosi come MC Beyoncé, più una cifra che raggiungeva i trenta spettacoli al mese.
Il primo album in studio di Ludmilla "Hoje" è stato pubblicato il 26 agosto 2014 dalla Warner Music Records. Il 20 giugno 2014, Ludmilla ha pubblicato la canzone con lo stesso titolo e video musicale. La canzone "24 Horas per Dia" è stata pubblicata il 15 ottobre 2015 alla radio brasiliana come quinto singolo estratto dall'album. Il video musicale è stato rilasciato il 18 dicembre 2015 tramite YouTube. La canzone è diventata il quinto e ultimo singolo estratto dall'album Hoje, raggiungendo la 46ª posizione nella classifica musicale Billboard Brasil Hot 100 Airplay e tra le prime dieci posizioni nelle stazioni radio di tutto il Brasile.

### 2016:A danada sou eu
Ludmilla ha collaborato con il cantante MC Biel per pubblicare insieme la canzone "Melhor assim" ad aprile. La previsione era che il secondo album in studio del cantante, A Danada Sou Eu, sarebbe uscito sul mercato a maggio 2016. Tuttavia, a causa di un ritardo nella pubblicazione, l'album è stato ufficialmente rilasciato il 21 ottobre 2016. Questo è stato il suo secondo lavoro per la Warner Music Brasil. Il 17 giugno 2016 è stato pubblicato il primo singolo estratto dall'album, "Bom". La canzone ha un tocco più pop ed è un po' più orientata all'R&B, cosa che ha finito per generare elogi da parte della critica. [43] "Sou eu" è stato il secondo singolo estratto dall'album del cantante e il video musicale è diventato il secondo più visto sul canale YouTube del cantante, dietro solo al precedente singolo "Bom". "Cheguei" è stato anche il singolo estratto dall'album. Il brano "Tipo Crazy" ha ottenuto un remix con la partecipazione del cantante americano Jason Derulo e ha finito per vincere un video musicale.

### 2017–2018
All'inizio del 2017, Ludmilla ha partecipato a due remix di canzoni del cantante Pabllo Vittar, "Nêga" e "Todo Dia", allo stesso tempo, ha annunciato l'intenzione di pubblicare un nuovo album nello stesso anno. Ad agosto, Ludmila ha pubblicato la canzone e il video musicale di "Dinheiro", i cui generi musicali principal sono pop e trap, esplorando un po' di electro house. La canzone ha poi ricevuto un remix dal DJ brasiliano Dennis DJ, portando elementi di funk carioca alla musica.

## Discografia

### Album in studio
- 2014 – Hoje
- 2016 – A danada sou eu
- 2019 – Hello mundo
- 2022 – Numanice 2
- 2023 – Vilã

### Album dal vivo

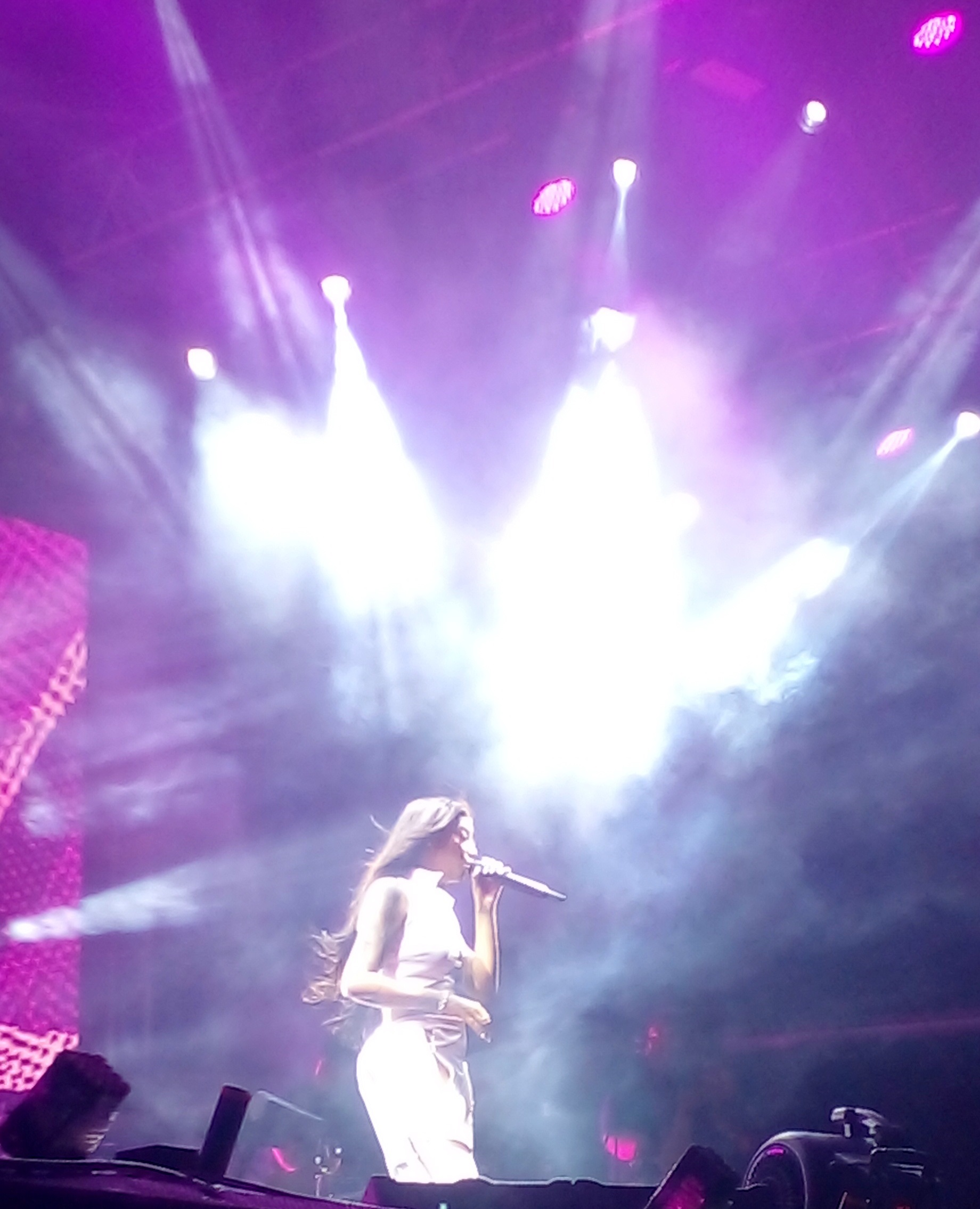
Ludmilla dal vivo a Angra dos Reis (2023)

- 2019 – Hello Mundo (Ao vivo)
- 2021 – Numanice (Ao vivo)
- 2022 – Numanice 2 (Ao vivo)
- 2024 – Numanice 3 (Ao vivo)

### EP
- 2012 – MC Beyoncé
- 2014 – Fala mal de mim
- 2020 – Numanice
- 2022 – Back to Be
- 2023 – Vilã Live

### Singoli
- 2013 – Hoje
- 2014 – Sem querer
- 2015 – Te ensinei certin
- 2015 – Fala mal de mim
- 2015 – Não quero mais
- 2016 – Bom
- 2016 – Sou eu
- 2017 – Cheguei
- 2017 – Tipo crazy (Remix) (feat. Jason Derulo)
- 2017 – Dinheiro
- 2017 – A noite toda (feat. Alok)
- 2018 – Pegada da bandida (feat. Hungria Hip Hop)
- 2018 – Check mate
- 2018 – Não encosta (feat. DJ Pereira)
- 2018 – Din din din (feat. MC Pupio e MC Doguinha)
- 2018 – Jogando sujo
- 2018 – Meu baile (con Papatinho e Major)
- 2018 – Batom (con MC Kekel)
- 2018 – OMG (con Maejor e Bia)
- 2018 – Clichê (con Felipe Araújo)
- 2019 – Qualidade de vida (con Simone & Simaria)
- 2019 – Melhor pra mim
- 2019 – Vem amor
- 2019 – Favela chegou (con Anitta)
- 2019 – A boba foi eu (con Jão)
- 2019 – Um pôr do sol na praia (con Silva)
- 2019 – Um certo alguém
- 2019 – Verdinha (con Topo La Maskara e Walshy Fire)
- 2020 – Beija-me
- 2020 – Pulando na pipoca (con Ivete)
- 2020 – Cobra venenosa (feat. DJ Pereira)
- 2020 – Rainha da favela
- 2020 – I Love You Too (con Orochi)
- 2020 – Tua raivinha (con Cabrera e Joey Montana)
- 2020 – Já tentei (con i Sereno)
- 2020 – Cobra venenosa (feat. DJ Will22)
- 2021 – Deixa de onda (Porra nenhuma) (con Dennis e Xamã)
- 2022 – Ela não
- 2021 – Pra te machucar (con i Major Lazer, gli ÀTTØØXXÁ e Suku Ward)
- 2021 – Gato siamês (con Xamã)
- 2021 – Vamos com tudo (con David Carreira e Giulia Be feat. Preto Show)
- 2021 – Lud Session (con Xamã)
- 2021 – Lud Session (con Gloria Groove)
- 2021 – Socadona (con Mr Vegas, Mariah Angeliq e Topo La Maskara)
- 2021 – Joga duro (con Alok e Orochi)
- 2021 – Numanice Lud Session (con Gloria Groove)
- 2022 – Toma (con Léo Santana)
- 2022 – Cafe da manhã (con Luísa Sonza)
- 2022 – Afogado (con Gustavo Mioto)
- 2022 – Medley Lud Session (con Luísa Sonza)
- 2022 – Voltar pra mim (con Sandy)
- 2022 – Tic tac (con Sean Paul e Topo La Maskara)
- 2023 – Vida (con Matheus Fernandes)
- 2023 – Ninguém merece amar sozinho (con i Sorriso Maroto)
- 2023 – Garota nota 100
- 2023 – Mete seu cachorro (con La Fúria)
- 2023 – Nasci pra vencer/Sou má
- 2023 – No se ve (con Emilia)
- 2023 – Zangadinha (con Tiago Iorc)
- 2023 – Insegurança (con i Pixote)
- 2023 – Ritmo do crime (con Filipe Ret e Dallas)
- 2023 – Sintomas de prazer
- 2023 – Briga demais (con Delacruz e Gaab)
- 2023 – Macetando (con Ivete Sangalo)
- 2023 – Dia de fluxo (con Ana Castela)
- 2024 – Ela terminou no WhatsApp (con Léo Santana)
- 2024 – Falta de mim (con Mari Fernandez)
- 2024 – Cena de filme (con MC Livinho e DJ Matt D)
- 2024 – Piña colada (con Ryan Castro)
- 2024 – Señales (con Nyno Vargas e Omar Montes)
- 2024 – Lud Session #4: Morrer de viver/Saudade daquilo/Tô querendo mais/Sem filtro/Embrasa (con Iza)
- 2024 – Saudade da gente (con Grupo BalacoBaco)
- 2024 – Não para (con MC Daniel)
- 2024 – Volta por cima (con Alcione)
- 2024 – Perfume (con Ivandro)
- 2024 – Sua preferida (con Wiu e Kevin o Chris)
- 2024 – Jogadora cara (con Dennis e Felipe Amorim)
- 2025 – Vibe (con Rael)
- 2025 – Rio Amazing (con Steve Aoki)
- 2025 – Paraíso

### Collaborazioni
- 2016 – Melhor assim (MC Biel feat. Ludmilla)
- 2018 – Não vou parar (Funtastic feat. Ludmilla)
- 2018 – Cheiro natural (Fernando & Sorocaba feat. Ludmilla & MC Kekel)

## Filmografia

### Cinema
- Fast X, regia di Louis Leterrier (2023)

### Televisione
- Babilônia – telenovela, episodio 1x03 (2015)
- Alto Astral – telenovela, episodio 1x157 (2015)
- Malhação – soap opera, episodio 23x250 (2016)